# Mikulovice (district de Pardubice)
Pour les articles homonymes, voir Mikulovice.
Mikulovice (en allemand : Mikolowitz) est une commune du district et de la région de Pardubice, en République tchèque. Sa population s'élevait à 1 374 habitants en 2024.

## Géographie
Mikulovice se trouve à 6 km au sud du centre de Pardubice, à 25 km au sud de Hradec Králové et à 97 km à l'est de Prague.
La commune est limitée par Pardubice au nord, par Ostřešany à l'est, par Chrudim au sud et par Dřenice et Staré Jesenčany à l'ouest.
|                          | Pardubice  |           |
| Dřenice, Staré Jesenčany | Mikulovice | Ostřešany |
|                          | Chrudim    |           |

## Histoire
La première mention écrite de la localité date de 1384.

## Population
Recensements ou estimations de la population :
| 2024  | 2025  |
| ----- | ----- |
| 1 374 | 1 344 |

## Transports
Par la route, Litošice se trouve à 6,5 km de Pardubice et à 119 km de Prague. 